# Mischocarpus paradoxus
Mischocarpus paradoxus är en kinesträdsväxtart som beskrevs av Ludwig Radlkofer. Mischocarpus paradoxus ingår i släktet Mischocarpus och familjen kinesträdsväxter. Inga underarter finns listade i Catalogue of Life.